# Grafion

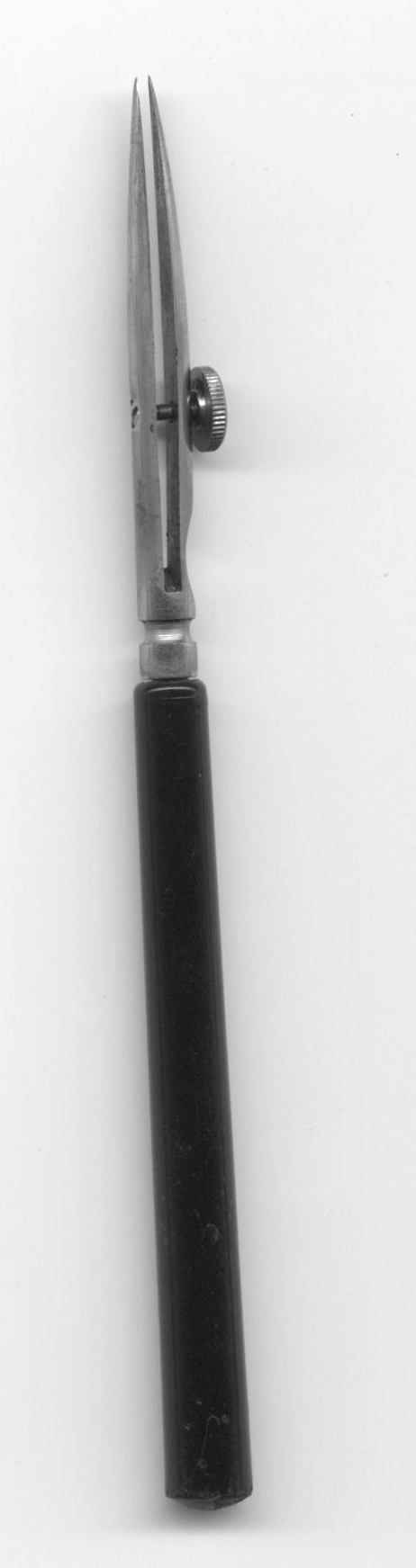
Grafion

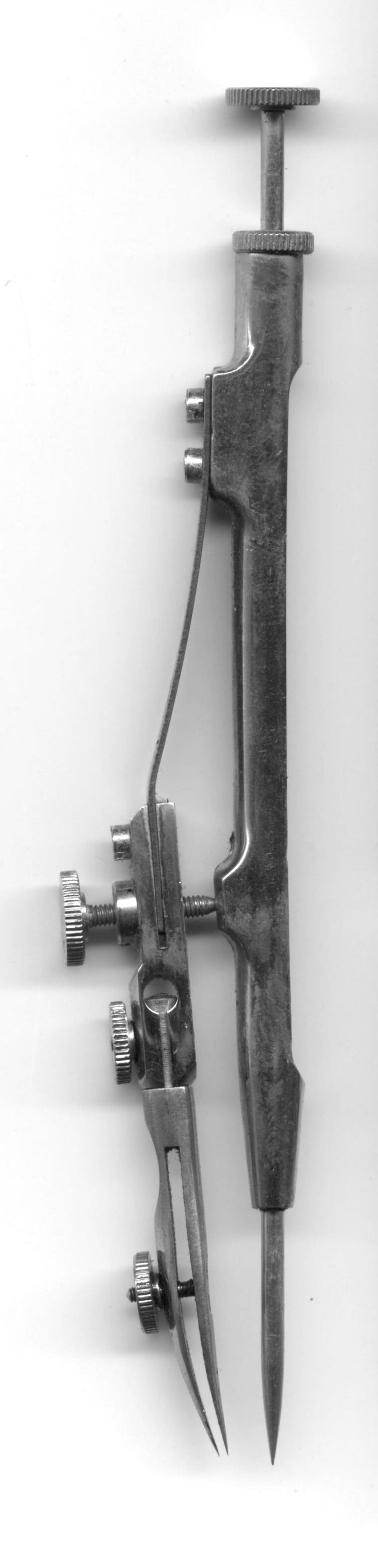
Zerownik z końcówką grafionową

Grafion – przyrząd kreślarski używany do kreślenia tuszem na papierze lub na kalce linii prostych i krzywych. Spotykane były grafiony o różnych szerokościach, czasem miały wyskalowane kółko ułatwiające ustawienie potrzebnej grubości linii. Używano także grafionowych końcówek montowanych do cyrkli, potrzebnych do wykreślenia łuków i okręgów.
Grubość linii była regulowana przez obrót kółka śruby dociskającej do siebie dwa skrzydełka grafionu. Zazwyczaj regulowano ją ręcznie, sprawdzając efekt poza marginesem rysunku. Grafion napełniano tuszem, aplikując go pomiędzy skrzydełka, najczęściej przy pomocy zwykłej stalówki. Grafiony wymagały częstego czyszczenia skrzydełek. Konieczność wykonywania powtarzalnych czynności: czyszczenie, napełnienie, dostosowanie grubości linii, była przyczyną powolnego tempa i żmudności wykonywania poszczególnych rysunków, a kreślenie linii o wymaganych grubościach wymagało znacznej wprawy.